# Яцково-Ґурне
Яцково-Ґурне (пол. Jackowo Górne) — село в Польщі, у гміні Сомянка Вишковського повіту Мазовецького воєводства.
Населення — 160 осіб (2011).
У 1975-1998 роках село належало до Остроленцького воєводства.

## Демографія
Демографічна структура станом на 31 березня 2011 року:
|          | Загалом | Допрацездатний вік | Працездатний вік | Постпрацездатний вік |
| -------- | ------- | ------------------ | ---------------- | -------------------- |
| Чоловіки | 89      | 26                 | 53               | 10                   |
| Жінки    | 71      | 8                  | 43               | 20                   |
| Разом    | 160     | 34                 | 96               | 30                   |